# Volupta

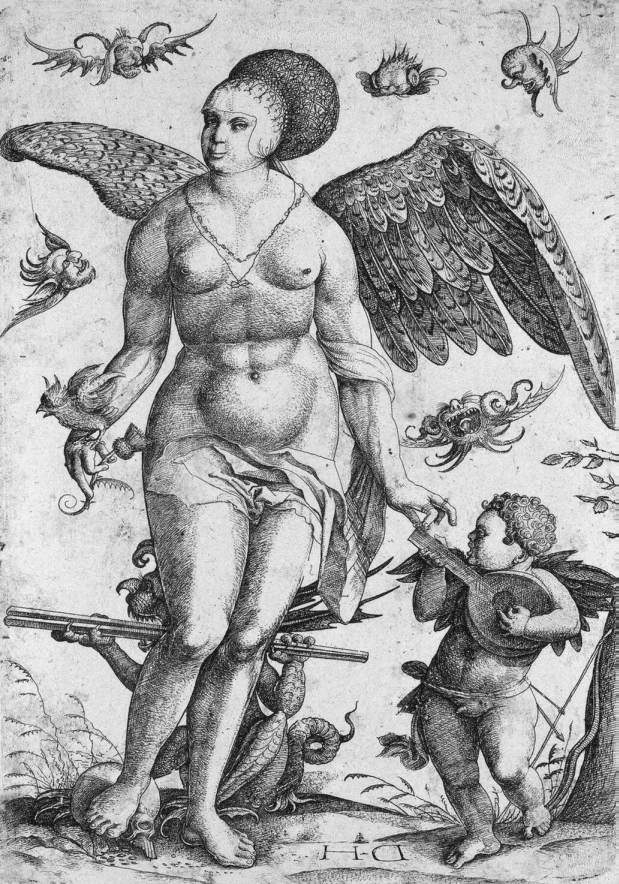
Voluptas, Daniel Hopfer, primo decennio del XVI sec.

Nella religione romana,  Voluptas  o  Volupta  è una divinità di straordinaria bellezza, nata dall'unione di Cupido (detto anche Amore) e Psiche. La storia di Amore e Psiche è narrata da Apuleio nelle Metamorfosi.
Essa è conosciuta come la personificazione del piacere sensuale, che nel nome latino significa desiderio o cecità.
Questa divinità non possiede alcun mito proprio, ma è una semplice astrazione. Tuttavia Apuleio nelle Metamorfosi la tiene in considerazione e la nomina appunto come figlia delle due divinità.
Nella mitologia greca, è chiamata Edoné, figlia di Eros, divinità dell'amore, e di Psyké (Psiche), l'Anima.